# Ирина Монферратская
Иоланда или Виоланта после принятия православия Ирина Монферратская (итал. Jolanda di Monferrato,  или Irene di Monferrato, греч. Γιολάντα του Μονφερά, после принятия православия Ειρήνη του Μονφερά; 1274, Казале-Монферрато, Маркграфство Монферрат, Священная Римская империя — 1317, Драма, Византийская империя) — дочь маркграфа Вильгельма VII Монферратского из рода Алерамичи; византийская императрица, супруга византийского императора Андроника II из рода Палеологов.

## Биография
Иоланда Монферратская была дочерью маркграфа Монферратского Вильгельма VII Великого и Беатрисы Кастильской. В 1284 году, в возрасте одиннадцати лет, Иоланда была выдана замуж за византийского императора Андроника II Палеолога, приняла православие и была наречена Ириной («стандартное» имя, дававшееся рождённым за рубежом принцессам). Брак этот был организован её дедом, королем Кастилии и Леона Альфонсо Х Мудрым. Её приданым было королевство Фессалоники, хотя территория этого государства уже давно была отвоёвано Византией, номинально это королевство оставалось владением маркизов Монферратских.
В 1286 году, после рождения первого сына, Ирина стала императрицей Византии. В браке с Андроником II у Ирины родилось трое сыновей, поэтому ей пришлись не по нраву перспективы того, что её пасынок Михаил IX в ущерб интересам её собственных детей унаследует всю Империю после отцовой смерти. Чтобы обеспечить своих детей владениями, она требовала от Андроника разделить Византию между всеми его детьми. В 1303 году она покинула своего мужа и переехала с детьми в Фессалоники, где правила как суверенная правительница. Была в оппозиции к Андронику и Михаилу. Остаток жизни провела в интригах и роспуске слухов о своём муже, рассказывая всякому встречному интимные подробности своей замужней жизни.
Умирая, её брат Джованни I Справедливый передал ей в наследство права на свои владения. В результате этого её сын Феодор стал маркграфом Монферратским, Палеологи правили Монферратом до 1542 года. Императрица Ирина умерла в 1317 году в городе Драма в окрестностях Салоник. Погребена в монастыре Пантократор в Константинополе (ныне Стамбул).

## Семья
Муж: Андроник II Палеолог (1259 — 1332), в этом браке было семь детей:
- Иоанн Палеолог (1286—1308) — деспот, женился на Ирине Хумнене, не оставил наследников.
- Варфоломей Палеолог (род. 1289), умер ребёнком.
- Феодор I (1291—1338) — маркграф Монферрата.
- Симона Палеологина (1294 — после 1336) — жена сербского короля Стефана Уроша II Милутина.
- Феодора Палеологина (род. 1295), умерла ребёнком.
- Димитрий Палеолог (умер после 1343 года) — деспот. Отец Ирины Палеолог.
- Исаак Палеолог (род. 1299), умер ребёнком[9].